# Campeonato de Gales de Rugby 2016-17
El Campeonato de Rugby de Gales (Principality Premiership) de 2016-17 fue la vigésimo séptima edición del principal torneo de rugby de Gales.

## Fase Clasificatoria
| Pos. | Equipo               | Encuentros | Encuentros | Encuentros | Encuentros | Tantos | Tantos | Tantos | PB | Puntos |
| Pos. | Equipo               | PJ         | PG         | PE         | PP         | F      | C      | Dif    | PB | Puntos |
| ---- | -------------------- | ---------- | ---------- | ---------- | ---------- | ------ | ------ | ------ | -- | ------ |
| 1    | Aberavon RFC         | 15         | 11         | 1          | 3          | 475    | 277    | 198    | 7  | 55     |
| 2    | Bedwas RFC           | 15         | 10         | 1          | 4          | 377    | 269    | 108    | 10 | 52     |
| 3    | Merthyr              | 15         | 10         | 0          | 5          | 442    | 323    | 119    | 11 | 51     |
| 4    | RGC 1404             | 15         | 10         | 1          | 4          | 431    | 281    | 150    | 6  | 48     |
| 5    | Pontypridd           | 15         | 10         | 0          | 5          | 389    | 373    | 16     | 7  | 47     |
| 6    | Carmarthen Quins RFC | 15         | 9          | 1          | 5          | 384    | 305    | 79     | 9  | 47     |
| 7    | Llandovery RFC       | 15         | 8          | 1          | 6          | 416    | 287    | 129    | 9  | 43     |
| 8    | Ebbw Vale            | 15         | 9          | 0          | 6          | 354    | 311    | 43     | 6  | 42     |
| 9    | Cardiff              | 15         | 7          | 0          | 8          | 325    | 314    | 11     | 9  | 37     |
| 10   | Newport              | 15         | 7          | 0          | 8          | 291    | 339    | -48    | 5  | 33     |
| 11   | Llanelli             | 15         | 6          | 1          | 8          | 291    | 367    | -76    | 6  | 32     |
| 12   | Cross Keys RFC       | 15         | 7          | 0          | 8          | 298    | 301    | -3     | 3  | 31     |
| 13   | Bridgend             | 15         | 4          | 0          | 11         | 232    | 332    | -100   | 6  | 22     |
| 14   | Neath                | 15         | 4          | 0          | 11         | 254    | 464    | -210   | 3  | 19     |
| 15   | Bargoed RFC          | 15         | 3          | 0          | 12         | 196    | 393    | -197   | 4  | 16     |
| 16   | Swansea              | 15         | 2          | 0          | 13         | 239    | 458    | -219   | 5  | 13     |

|  | Clasificado al grupo campeonato. |

## Grupo Campeonato
| Pos. | Equipo               | Encuentros | Encuentros | Encuentros | Encuentros | Tantos | Tantos | Tantos | PB | Puntos |
| Pos. | Equipo               | PJ         | PG         | PE         | PP         | F      | C      | Dif    | PB | Puntos |
| ---- | -------------------- | ---------- | ---------- | ---------- | ---------- | ------ | ------ | ------ | -- | ------ |
| 1    | Merthyr              | 7          | 6          | 0          | 1          | 255    | 132    | 123    | 6  | 30     |
| 2    | Aberavon RFC         | 7          | 5          | 0          | 2          | 174    | 140    | 34     | 4  | 24     |
| 3    | Bedwas RFC           | 7          | 5          | 0          | 2          | 168    | 146    | 22     | 2  | 22     |
| 4    | RGC 1404             | 7          | 4          | 0          | 3          | 176    | 162    | 14     | 4  | 20     |
| 5    | Pontypridd           | 7          | 3          | 0          | 4          | 165    | 170    | -5     | 3  | 15     |
| 6    | Llandovery RFC       | 7          | 3          | 0          | 4          | 156    | 240    | -84    | 2  | 14     |
| 7    | Ebbw Vale            | 7          | 2          | 0          | 5          | 142    | 160    | -18    | 6  | 14     |
| 8    | Carmarthen Quins RFC | 7          | 0          | 0          | 7          | 128    | 214    | -86    | 2  | 2      |

|  | Clasificado a aemifinales. |

### Semifinal
| 13 de mayo de 2017 | Merthyr RFC | 35 - 7 | RGC 1404 |  |  |

| 14 de mayo de 2017 | Aberavon RFC | 31 - 24 | Bedwas RFC |  |  |

### Final
| 21 de mayo de 2017 | Aberavon RFC | 18 - 22 | Merthyr RFC |  |  |

| Bandera de Gales |
| Campeón Merthyr  |
| Primer título    |